# Палауська мова
Палауська мова (мова палау або белау) — мова палаусців, одна з двох офіційних мов (поряд з англійською) в тихоокеанській острівній державі Палау. Належить до австронезійської мовної сім'ї. Разом з мовою чаморро відноситься до західної малайсько-полінезійської групи; всі інші мови регіону відносять або до мікронезійської, або до самоанської підгрупам східної малайсько-полінезійської групи. Загальна чисельність носіїв понад 15 000.